# Anglický luk

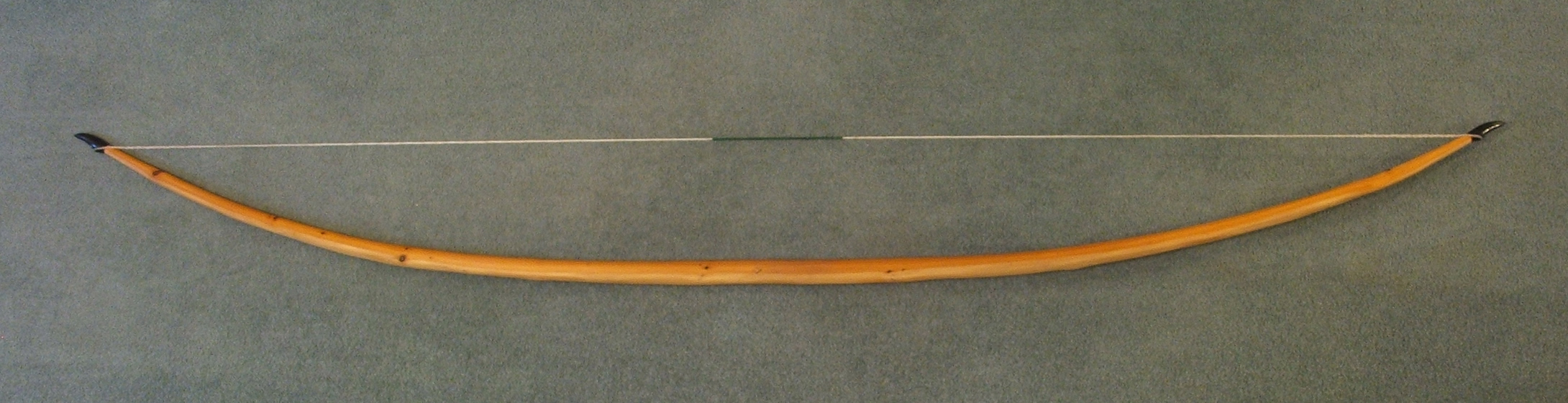
Anglický tisový luk

Anglický luk, nazývaný také velšský luk (anglicky longbow), je druh středověkého dlouhého luku o délce kolem 1,8 m. Luk byl užíván Angličany a Velšany jako zbraň lovecká i bojová. Termín „anglický“ či „velšský“ je užíván k odlišení luků užívaných jinde, navzdory faktu, že takřka po celé severní a západní Evropě byly užívány identické luky; značná část tisového dřeva na výrobu luků byla do Anglie importována ze Španělska nejméně již od 14. století.

## Historie
Není známo kdo a kdy dlouhý přímý luk vymyslel. Byly používány už ve starověku severními kmeny, jak dosvědčují nálezy. Nejstarší anglický dlouhý luk, nalezený v Somersetu, je datován až do roku 2665 př. Kr. V Británii se však objevil jako masivně používaná zbraň až v 12. a 13. století při waleských válkách, kdy se objevují mezi vojsky anglických rytířů první skupiny waleských lučištníků (vybavených dlouhými luky). Do té doby byla v Anglii oblíbená kuše, ovšem pro svou pomalost byla nahrazena právě luky. Ve 14. století se dlouhý luk už stal „národní zbraní“ Anglie, z nařízení panovníka byl každý poddaný povinen se cvičit ve střelbě s lukem. 
Dlouhý luk používaný Angličany byl velice efektivní zbraní zejména za stoleté války, zvláště pak v jejích počátcích v bitvě u Sluys (1340), Kresčaku (1346), a Poitiers (1356), a v patrně neslavnější bitvě u Azincourtu (1415). Poté byli angličtí lučištníci již méně úspěšní, utržili ztráty v bitvě u Verneuil (1424), později byli na hlavu poraženi v bitvě u Patay (1429), kde na ně bylo zaútočeno dříve, než mohli zabezpečit svá obranná postavení.
Nedochovaly se žádné luky pocházející z období jejich největšího rozšíření (cca 1250–1450), patrně proto, že se spíše zlomily nebo zeslábly a byly nahrazovány, než by se dědily napříč generacemi. Z období renesance se však zachovalo více než 130 luků. Více než 3500 šípů a 172 luků bylo vyzvednuto z vraku Mary Rose, lodi z flotily Jindřicha VIII., která se potopila u Portsmouthu roku 1545.

## Výroba
Dlouhý luk se vyráběl z jednoho kusu dřeva. Nejlepší dřevo na výrobu bylo tisové, pak jilmové a jasanové. Tětiva se většinou splétala z konopí, nebo z kopřiv. Šípy se vyráběly z tvrdších dřevin, převážně z borovicového. Byly téměř metr dlouhé a byly olepeny peřím, jako lepidlo se používala rozehřátá smůla. Hroty šípů se kovaly do různých tvarů podle účelu, například na prorážení zbrojí, lovecké, bitevní atd. Většinou se však kovaly do tvaru písmene V.

## Vlastnosti
Šípy vystřelované z dlouhých luků byly velmi účinné, dostřel byl okolo 180 metrů, záleželo ovšem na síle a délce luku. Lučištníci většinou stříleli naslepo do davu nepřátel, aby se pravděpodobnost zásahu zvýšila. Na rozdíl od kuše umožňovaly luky výrazně rychlejší střelbu, avšak byly nepřesnější a náročné na dobrý výcvik.